# INGE CUC
INGE CUC es una revista científica editada y publicada por la Editorial Universitaria de la Costa (EDUCOSTA). Esta publicación es financiada por la misma institución, la cual es revisada por pares y editada por Juan José Cabello. La especialidad de la revista abarca temas relacionados con las tecnologías, telecomunicaciones e ingeniería en general.
Está catalogada como la mejor revista de la Región Caribe en «materia de nuevas creaciones y en la categoría de Patentes» y una de las diez mejores a nivel nacional. INGE CUC está clasificada en la categoría «B» de Publindex y forma parte de las más de 200 revistas indexadas en Colombia.
La revista fue fundada en 1994 como una publicación científica enfocada a temas relacionados con la ingeniería. El objetivo de la misma es lograr la difusión del conocimiento a nivel nacional e internacional, como resultado de investigaciones científicas realizadas por docentes y agremiaciones académicas en general.
Las publicaciones son escritas en idioma español e inglés y deben cumplir una serie de normas y criterios previamente establecidos. Las publicaciones de INGE CUC se elaboran con base en un código de ética establecido para revistas científicas llamado COPE (Committee on Publication Ethics), el cual actúa como una norma pública de «transparencia y honestidad».
Ha aparecido en diversas clasificaciones especializadas en producción y divulgación científica, entre ellas, Web of Science (WoS), la Red Iberoamericana de Innovación y Conocimiento Científico (REDIB), Google Scholar, Matriz de Información para el Análisis de Revistas (MIAR), entre otros.

## Enfoque
La revista está enfocada a distintas ramas de la ingeniería, entre ellas, ingeniería ambiental, geológica, química, industrial, producción, civil, construcción, estructural, transporte, arquitectónica, eléctrica, electrónica, sistemas, telecomunicaciones, materiales, mecánica y de petróleos. Asimismo, abarca temas relacionados con la ingeniería tales como la robótica, automatización, termodinámica, compuestos, biomateriales, minería, entre otros.

## Métricas de impacto
A continuación se relacionan algunas estadísticas sobre la revista y el impacto generado por sus publicaciones.

#### Ranking de revistas y sitios especializados
- Red Iberoamericana de Innovación y Conocimiento Científico (REDIB): 834 a nivel mundial.[4]
- Matriz de Información para el Análisis de Revistas (MIAR): 9.9 de Índice Compuesto de Difusión Secundaria.[5]
- Google Scholar: 17 Índice h.[6]

## Indexación
La revista está indexada en las siguientes bases de datos, índices y directorios y repositorios:
- Latindex
- DOAJ
- Dialnet
- EBSCOhost
- Biblat
- GeoRef
- Scilit
- Web of Science
- REDIB
- Periódica
- Index Copernicus
- Publindex
- WorldCat
- Google Scholar
- Ingenta
- TIB
- BASE